# Stojan Demirew

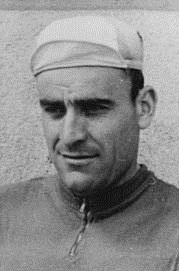
Stojan Demirew (1961)

Stojan Georgiew Demirew (bulgarisch Стоян Георгиев Демирев; * 1. Juni 1932 in Rasgrad) ist ein ehemaliger bulgarischer Radrennfahrer.

## Sportliche Laufbahn
Stojan Georgiew war Teilnehmer der Olympischen Sommerspiele 1960 in Rom. Beim Sieg von Wiktor Kapitonow im olympischen Straßenrennen belegte er den 52. Platz. Der bulgarische Vierer wurde im Mannschaftszeitfahren auf dem 17. Platz klassiert.
1955 gewann er die heimische Bulgarien-Rundfahrt vor Nentscho Christow. 1957 wurde er hinter dem Sieger Werner Malitz aus der DDR Dritter der Ägypten-Rundfahrt und konnte eine Etappe gewinnen. An der Internationalen Friedensfahrt nahm er fünfmal teil. 1963 hatte er mit dem 16. Rang in der Gesamtwertung sein bestes Resultat erzielt. 1959 wurde er nationaler Meister im Einzelzeitfahren.